# Herb gminy Lipinki Łużyckie
Herb gminy Lipinki Łużyckie – jeden z symboli gminy Lipinki Łużyckie, ustanowiony 30 lipca 1996.

## Wygląd i symbolika
Herb przedstawia na tarczy dwudzielnej w słup z lewej strony na zielono-czerwonym polu złoty kłos zboża, natomiast z prawej strony na polu białym zielony liść lipy (nawiązujący do nazwy gminy). 